# Père Marquette (rivière)
Pour le missionnaire jésuite, voir Jacques Marquette.
La rivière Père Marquette (Pere Marquette River) est un cours d'eau de l'État du Michigan aux États-Unis.

## Géographie
Son cours mesure 108 km de long.
La rivière Père Marquette prend sa source dans le comté de Lake à l'ouest de la ville de Reed City. La rivière ensuite s'écoule dans le lac Père Marquette avant de se jeter dans le lac Michigan.
Son nom lui fut donné en mémoire du Père jésuite Jacques Marquette qui explora la région des Grands Lacs, au XVIIe siècle, à l'époque de la Nouvelle-France et de la future Louisiane française et découvrit les sources du Mississippi.
En 1978, une partie du cours de la rivière père Marquette, depuis la ville de Baldwin reçut le label de National Wild and Scenic River, qui est la dénomination donnée à certaines rivières protégées aux États-Unis.